# Веласко, Мануэла
Мануэла Веласко Диес (исп. Manuela Velasco Díez; род. 23 октября 1975 года, Мадрид, Испания) — испанская актриса, телеведущая и модель, племянница актрисы и ведущей Кончиты Веласко.

## Биография
Ещё будучи ребёнком, она дебютировала в кино в фильме режиссёра Педро Альмодовара «Закон желания».
Её карьера телеведущей связана с медиа конгломератом PRISA. С 2000 по 2005 год представляла сеть радиостанций Испании Los 40 Principales, специализирующуюся на музыке, а также вела телевизионную версию их передачи 40 к 1 на канале Canal+ 1, параллельно работая в программе Продавцы Испании. Работала на Localia TV с 1999 по 2000 год (в эфире передачи Местная музыка).
В 2005 году вела эфир передачи Cuatrosfera на канале Cuatro по выходным.
Как актриса, появилась в многочисленных телесериалах: «Семейный врач», «Центральная больница» и «Комиссар» канала Telecinco, «Близнецы» национального телевидения Televisión Española (сокр. TVE), «Синдром Улисеса» и «Доктор Матео» частного канала Antena 3.
В 2007 году она была удостоена национальной кинопремии «Гойя» в номинации «лучший женский актёрский дебют» на кинофестивале в Ситжесе за исполнение главной роли в фильме ужасов «Репортаж».
В конце 2008 года приняла участие в съемках сериала «Вчерашняя девушка», испанской версии сериала «Жизнь на Марсе». Сериал не оправдал ожиданий и был закрыт после выхода в эфир 8 эпизодов ввиду низкого рейтинга просмотров уже в апреле 2009 года.
Мануэла вновь появилась на большом экране в конце сентября 2009 года в фильме ужасов «Репортаж 2», продолжении фильма ужасов 2007 года. В том же году поступил в продажу фильм «Гиены» с её участием, DVD-адаптация веб-сериала с тем же названием.
В сезоне 2010—2011 дебютировала в театре в роли Энни Дивер в драме «Все мои сыновья» Артура Миллера, которую срежиссировал Клаудио Толькачир. Постановка имела большой коммерческий успех и была радушно принята критиками.
В 2011 году появилась в нескольких эпизодах нового сериала «Ангел или Демон».

## Роли в кино, театре и на телевидении
| Год  | Русское название             | Оригинальное название      | Роль          | Примечания             |
| ---- | ---------------------------- | -------------------------- | ------------- | ---------------------- |
| 1983 | Бедствия войны               | Los desastres de la guerra |               |                        |
| 1987 | Закон желания                | La ley del deseo           | Ада, Нина     |                        |
| 1988 | Самая удивительная игра      | El juego más divertido     |               |                        |
| 2001 | Школьный убийца              | School Killer              | Патриция      |                        |
| 2001 | Люди, рыба                   | Gente pez                  |               |                        |
| 2001 | Связь                        | Comunicación               | Амига         | короткометражный фильм |
| 2003 | Ограбление на 3… с половиной | Atraco a las 3… y media    |               |                        |
| 2007 | Клуб самоубийц               | El club de los suicidas    | Андреа        |                        |
| 2007 | Репортаж                     | REC                        | Анхела Видаль |                        |
| 2007 | Приключения мышонка Переса   | El ratón Pérez (película)  | журналистка   |                        |
| 2008 | Майская кровь                | Sangre de mayo             |               |                        |
| 2008 | Приключения мышонка Переса 2 | El ratón Pérez 2           | журналистка   |                        |
| 2009 | Репортаж из преисподней      | REC 2                      | Анхела Видаль |                        |
| 2009 | Рай                          | El paraíso                 |               | короткометражный фильм |
| 2011 | Друзья                       | Amigos                     | Миранда       |                        |
| 2014 | Репортаж: Апокалипсис        | REC 4: Apocalipsis         | Анхела Видаль |                        |

| Год                 | Русское название           | Оригинальное название               | Роль                            | Примечания  |
| ------------------- | -------------------------- | ----------------------------------- | ------------------------------- | ----------- |
| 1984                | Три кинотеатра             | Cinema 3                            | играет саму себя                |             |
| 1996                | Это мой район              | Éste es mi barrio                   |                                 |             |
| 1997                | От сердца                  | Corazón de                          | играет саму себя                |             |
| 1998                | Семейный врач              | Medico de familia                   |                                 |             |
| 2000                | Центральная больница       | Hospital Central                    | Ева                             |             |
| 2000                | Полицейские, в сердце улиц | Policías, en el corazón de la calle | невеста Серхио                  |             |
| 2002-2003           | Близнецы                   | Géminis, venganza de amor           | Беатрис                         |             |
| 2003-2005           | Расскажи мне               | Cuéntame como pasó                  | девушка-хиппи                   |             |
| 2004                | Комиссар                   | El comisario                        | Карола                          |             |
| 2005                | Хороший источник           | Buenafuente                         | играет саму себя                |             |
| 2006                | Муравей                    | El hormiguero                       | играет саму себя, гостевая роль |             |
| 2007                | Синдром Улисеса            | El síndrome de Ulises               |                                 |             |
| 2007-2008           | Гиены                      | Hienas                              | Ана                             | веб-сериал  |
| 2009                | Изумительная маска         | Amazing Mask                        | репортер Пердита Гонсалес       | веб-сериал  |
| 2009                | Доктор Матео               | Doctor Mateo                        | Хулиа Муниз                     |             |
| 2009                | Вчерашняя девушка          | La chica de ayer                    | Ана Вальверде                   |             |
| 2010-по наст. время | Красный орел               | Águila Roja                         | Евгения Молина                  |             |
| 2011                | Актрисы                    | Actrices                            | играет саму себя                | мини-сериал |
| 2011                | Ангел или Демон            | Ángel o demonio                     | Сандра Алькосер                 |             |
| 2013-по наст. время | Галерея Вельвет            | Velvet                              | Кристина Отеги                  | телесериал  |

| Год       | Русское название                            | Оригинальное название               | Роль                                        | Примечания                       |
| --------- | ------------------------------------------- | ----------------------------------- | ------------------------------------------- | -------------------------------- |
| 1999-2000 | Местная музыка                              | Local de musica                     | ведущая на канале Localia TV                |                                  |
| 2000-2005 | Топ-40                                      | Los 40 Principales                  | ведущая на канале Canal+ 1                  |                                  |
| 2002      | Святой Антоний из Падуи                     | Sant’Antonio di Padova              |                                             |                                  |
| 2003-2005 | 40 к 1                                      | Del 40 al 1                         | ведущая на канале Canal+ 1                  |                                  |
| 2005-2007 | Cuatrosfera                                 | Cuatrosfera                         | ведущая на канале Cuatro                    |                                  |
| 2006      | XX премия «Гойя»                            | XX premios Goya                     |                                             | хроника                          |
| 2007      | Кармен Маура собственной персоной           | Carmen Maura, por sí misma          | Ада                                         | хроника                          |
| 2007-2008 | Мозголомы                                   | Brainiac                            | ведущая на канале Cuatro                    | примет участие во 2-м сезоне шоу |
| 2009      | 23 премия «Гойя»                            | 23 premios Goya                     | играет саму себя                            |                                  |
| 2010      | Ежегодные награды киноакадемии Испании XXIV | XXIV Premios Anuales de la Academia | играет саму себя                            |                                  |
| 2010      | Ночь «Оскара»                               | La noche de los Oscar               | играет саму себя — ведущая на канале Canal+ |                                  |
| 2011      | Премии «Гойя» 25 лет                        | Los Goya 25 años                    | играет саму себя — ведущая                  |                                  |

| Год  | Русское название | Оригинальное название | Роль       | Примечания |
| ---- | ---------------- | --------------------- | ---------- | ---------- |
| 2010 | Все мои сыновья  | Todos eran mis hijos  | Энни Дивер |            |

## Награды и номинации
| Год  | Премия                                | Номинация                      | Номинированная работа | Результат |
| ---- | ------------------------------------- | ------------------------------ | --------------------- | --------- |
| 2007 | Премия «Гойя»                         | Лучший женский актёрский дебют | Репортаж              | Победа    |
| 2007 | Гильдия актеров Испании               | Лучший женский актёрский дебют | Репортаж              | Номинация |
| 2007 | Круг писателей кинематографа (C.E.C.) | Лучший женский актёрский дебют | Репортаж              | Номинация |
| 2007 | Кинофестиваль в Ситжесе               | Лучшая актриса                 | Репортаж              | Победа    |
| 2010 | Fotogramas de Plata                   | Лучшая актриса театра          | Все мои сыновья       | Номинация |
| 2010 | Ercilla Awards                        | Премия «Откровение»            | Все мои сыновья       | Номинация |